# Sparks (film)
Sparks is een Amerikaanse superheld-noir-actiefilm uit 2013, geregisseerd door Christopher Folino en Todd Burrows. De film is gebaseerd op de gelijknamige graphic novel geschreven door Christopher Folino en ontworpen door JM Ringuet en Tyler Endicott.

## Verhaal
Superheld Ian Sparks ontdekt de keerzijde van heldendom terwijl hij de meest beruchte supercrimineel van het land opspoort en daarbij zijn leven en reputatie schaadt. Het tragische verlies van zijn ouders toen hij een kleine jongen was, gaf hem de wens om een held te worden. Hij slaagde erin om samen te werken met superheldin Lady Heavenly. Maar de komst van de doortrapte seriemoordenaar Matanza, die op een bloedige manier door de stad raast, verbrijzelt de samenwerking tussen Sparks en Heavenly.
Gekweld door schuldgevoelens bevindt Sparks zich op zijn dieptepunt, alleen om te worden gered door zijn beschermengel, Archer. De agent zelf was tragisch verbonden met de dood van Sparks' ouders. Archer en Sparks ontdekken hun gemeenschappelijke vijand en gaan een partnerschap aan met andere 'begaafde' individuen met oneervolle bedoelingen. Sparks heeft het dieptepunt nog niet bereikt en probeert snel geld te verdienen, wat niet zonder risico's is. Om het onrecht dat hem en zijn vrienden is aangedaan recht te zetten, moet hij zijn verleden onder ogen zien en vechten voor zijn toekomst.

## Rolverdeling
| Acteur            | Personage     |
| ----------------- | ------------- |
| Chase Williamson  | Ian Sparks    |
| Ashley Bell       | Lady Heavenly |
| Clancy Brown      | Archer        |
| Jake Busey        | Sledge        |
| William Katt      | Matanza       |
| Marina Squerciati | Dawn          |

## Release
De film ging in première op 1 maart 2013 op het Cinequest in San Jose. Sparks werd op 18 maart 2014 op dvd uitgebracht in de Verenigde Staten.

## Ontvangst
Op Rotten Tomatoes heeft Sparks een waarde van 83% en een gemiddelde score van 7,7/10, gebaseerd op 6 recensies. Op Metacritic heeft de film een gemiddelde score van n.n.b./100, gebaseerd op 2 recensies.

## Prijzen en nominaties
| Jaar | Prijs               | Categorie                                            | Genomineerde(n)                   | Uitslag     |
| ---- | ------------------- | ---------------------------------------------------- | --------------------------------- | ----------- |
| 2013 | Omaha Film Festival | Best Off the Edge Feature (Juryprijs)                | Christopher Folino                | Gewonnen    |
| 2014 | Fantasporto         | Beste film (Internationale prijs voor fantasiefilms) | Todd Burrows & Christopher Folino | Genomineerd |